# 大阪ジャグジーくらぶ
『大阪ジャグジーくらぶ』（おおさかジャグジーくらぶ）は、サンテレビで2015年5月3日から9月27日まで毎週日曜日23:30 - 24:00に放送されていたバラエティ番組。略称はジャグくら。全22回。

## 番組内容
番組のコンセプトは「ジャグジーで裸の付き合いをしながら恋愛観をぶっちゃけトーク」。番組の特色として全員が水着で出演、メインのトークコーナーはジャグジー、またはビニールプール内で展開される。
水着女子は、関西を拠点に活動するモデル・タレントが毎回4名出演。出演時は芸名ではなくローマ字表記の名前のみ。大体4回ごとにメンバーの入れ替えがあり、2回ごとに水着を変更。

## 出演者
MC
- 藤崎マーケット

水着女子

## コーナー
- ホンネがジャバジャバ! ジャグジートーク

「男と女」をテーマに本音をジャバジャバ語るコーナー。全員参加。トーク前に「ララライ♪劇場 男と女のあるある」と題した藤崎と水着女子による今回のテーマに即した寸劇VTRが入る。
- トレンドマーケット

水着女子2人が女子のトレンドアイテム等を紹介して藤崎に体感してもらうミニ情報コーナー。
- 教えて!トキ先生

視聴者からの人には相談できない悩みをトキ先生（水球帽子&ブーメランパンツ一丁）が解決するコーナー。藤崎と水着女子1人が出演。
- どっちのジャグジーショー

男女に関わる2択を出題して各人が賛同する方に分かれて討論会を開催、女子達の価値観を検証する。最後に数で判定する。全員参加。

## 放送内容
| 放送内容 | 放送内容 | 放送内容                                                                     | 放送内容                                                               | 放送内容                                                                                            |
| 回       | 放送日   | 水着女子の出演名（芸名）                                                     | トークテーマ                                                           | ジャグジーショー                                                                                    |
| -------- | -------- | ---------------------------------------------------------------------------- | ---------------------------------------------------------------------- | --------------------------------------------------------------------------------------------------- |
| 1        | 5月3日   | SAYAKA（木島さやか） AI（牧野愛） RINA（原里菜） ASUKA（藤田あす香）         | ありえないデート                                                       | -                                                                                                   |
| 2        | 5月10日  | SAYAKA（木島さやか） AI（牧野愛） RINA（原里菜） ASUKA（藤田あす香）         | - ありえない女子 - 浮気に気づいた瞬間                                  | -                                                                                                   |
| 3        | 5月17日  | SAYAKA（木島さやか） AI（牧野愛） RINA（原里菜） ASUKA（藤田あす香）         | - 実は私○○フェチなんです - 告白!こんな人と付き合ってました             | -                                                                                                   |
| 4        | 5月24日  | SAYAKA（木島さやか） AI（牧野愛） RINA（原里菜） ASUKA（藤田あす香）         | - 男子を落とす小悪魔テクニック - 私こんなところにお金かけてます        | -                                                                                                   |
| 5        | 5月31日  | SATOMI（永田理美） AYA（南湖彩） MANAMI（林愛美） HIRIN                      | - コンパで女子はこんなところチェックしてます - イラッとするカップル    | -                                                                                                   |
| 6        | 6月7日   | SATOMI（永田理美） AYA（南湖彩） MANAMI（林愛美） HIRIN                      | - "女子の扱いに慣れてないなぁ"と思う男子の行動 - 100年の恋も冷めた瞬間 | -                                                                                                   |
| 7        | 6月14日  | SATOMI（永田理美） AYA（南湖彩） MANAMI（林愛美） HIRIN                      | - 私が出会った"だめんず" - 男子禁制の女子会                            | -                                                                                                   |
| 8        | 6月21日  | SATOMI（永田理美） AYA（南湖彩） MANAMI（林愛美） HIRIN                      | - 男を子供だなぁって思う瞬間 - 私こんな別れ方しました                  | -                                                                                                   |
| 9        | 6月28日  | CHIHIRO（猪股千尋） NOZOMI（林希美） KAMIRA（竹松カミラ） AYUMI（神崎歩実）  | 思い出のプレゼント                                                     | 男女間に友情は存在する!?あるorなし                                                                  |
| 10       | 7月5日   | CHIHIRO（猪股千尋） NOZOMI（林希美） KAMIRA（竹松カミラ） AYUMI（神崎歩実）  | そのアピール全然響きません!                                            | 恋人に浮気されて腹が立つのは?見た目がいい人orブサイクな人                                           |
| 11       | 7月12日  | CHIHIRO（猪股千尋） NOZOMI（林希美） KAMIRA（竹松カミラ） AYUMI（神崎歩実）  | 私が体験したモテ期                                                     | - 付き合うならどっち?恋愛経験豊富orゼロ - 恋人の浮気らしき現場に遭遇 問い詰めるor一旦見過ごす       |
| 12       | 7月19日  | CHIHIRO（猪股千尋） NOZOMI（林希美） KAMIRA（竹松カミラ） AYUMI（神崎歩実）  | 忘れられない日                                                         | - 付き合うならどっち?友達の多い人or少ない人 - マメ過ぎる人orズボラ過ぎる人                          |
| 13       | 7月26日  | AIMI（友利愛美） ARIKA（安達有花） MAYUMI（浪瀬まゆみ） SERINA（高田世莉菜） | 結婚したくない彼氏                                                     | - 元恋人との復縁は?ありorなし - 恋人とのお金の貸し借りは?ありorなし                                 |
| 14       | 8月2日   | AIMI（友利愛美） ARIKA（安達有花） MAYUMI（浪瀬まゆみ） SERINA（高田世莉菜） | 意外と知らない女子の生態                                               | - 幸せになるには?お金or愛 - 恋人とのエッチの理想時間は?30分以上or30分未満                           |
| 15       | 8月9日   | KINATSU（辻葵捺） CHINATSU（玉置ちなつ） MIWA（） YUKARI（青海麗華）         | 女は悪女だと感じた瞬間                                                 | 付き合う前のエッチは?ありorなし                                                                     |
| 16       | 8月16日  | KINATSU（辻葵捺） CHINATSU（玉置ちなつ） MIWA（） YUKARI（青海麗華）         | 異性の理解できない言動                                                 | - 恋人との初エッチは 彼の家orホテル - 恋人に対して 愛したいor愛されたい                             |
| 17       | 8月23日  | KINATSU（辻葵捺） CHINATSU（玉置ちなつ） MIWA（） YUKARI（青海麗華）         | 異性に心が動く瞬間                                                     | - 生まれ変わるならどっち?男or女 - 恋人との理想のエッチ頻度は?毎日or月1回                            |
| 18       | 8月30日  | RINA（原里菜） ASUKA（藤田あす香） AYA（南湖彩） AYUMI（神崎歩実）           | 意外なキッカケで付き合ったこと                                         | 不倫は?ありorなし                                                                                   |
| 19       | 9月6日   | RINA（原里菜） ASUKA（藤田あす香） AYA（南湖彩） AYUMI（神崎歩実）           | ショックだった一言                                                     | - 遠距離恋愛は ありorなし - 夜の相性が合わないと そのまま付き合うor別れる                           |
| 20       | 9月13日  | MANAMI（林愛美） KAMIRA（竹松カミラ） NOZOMI（林希美） AI（牧野愛）          | 男にもの申す!                                                          | 元恋人が親友と付き合うのは?ありorなし                                                               |
| 21       | 9月20日  | MANAMI（林愛美） KAMIRA（竹松カミラ） NOZOMI（林希美） AI（牧野愛）          | 私が見つけた男女の法則                                                 | - 恋人と別れる時は?振りたいor振られたい - 恋愛中に別の人からアプローチされた場合は?断るorキープする |
| 22       | 9月27日  | AI、KAMIRA、NOZOMI、RINA、AYUMI、ASUKA、AYA                                  | -                                                                      | 田崎VSトキ 付き合いたいのはどっち?                                                                  |

## スタッフ
- ナレーション：柳森万里
- 技術協力：テーク・ワン、STUDIO B&M
- 撮影協力：スパワールド（#1-4）、3601（#5-8）、PIER 34 NORTH（#9-22）
- 衣装協力：三愛水着楽園
- AD：萩原佑子
- ディレクター：小西裕司、藤内良宜
- AP：地主佳代、敦賀舞香
- プロデューサー：中野有加里（サンテレビ）、中尾俊広（ディヴォーション）
- 制作協力：ディヴォーション
- 制作著作：サンテレビ